# Luigi Chinetti junior

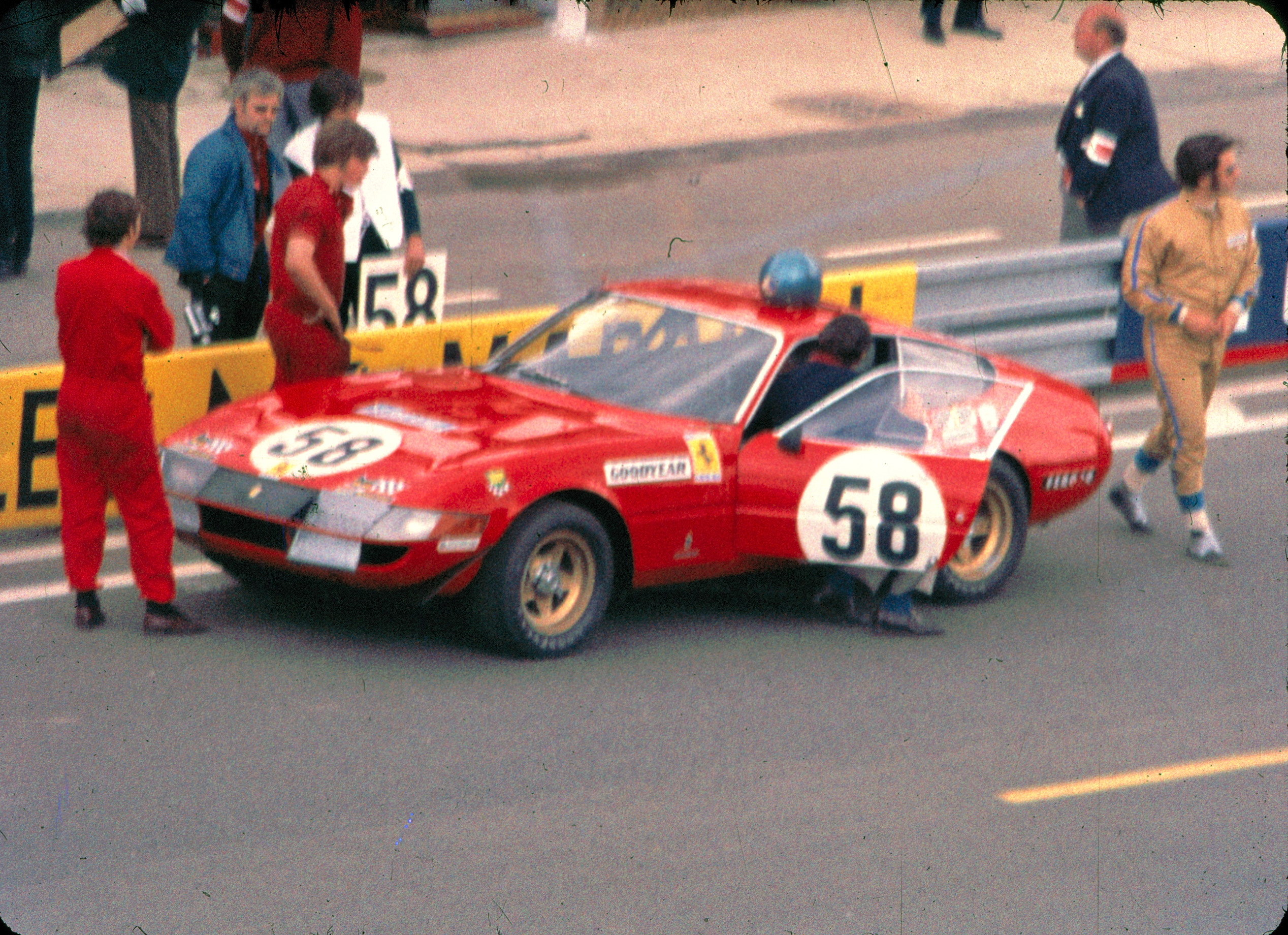
Luigi Chinetti junior (rechts im braunen Overall) vor dem Start zum 24-Stunden-Rennen von Le Mans 1971

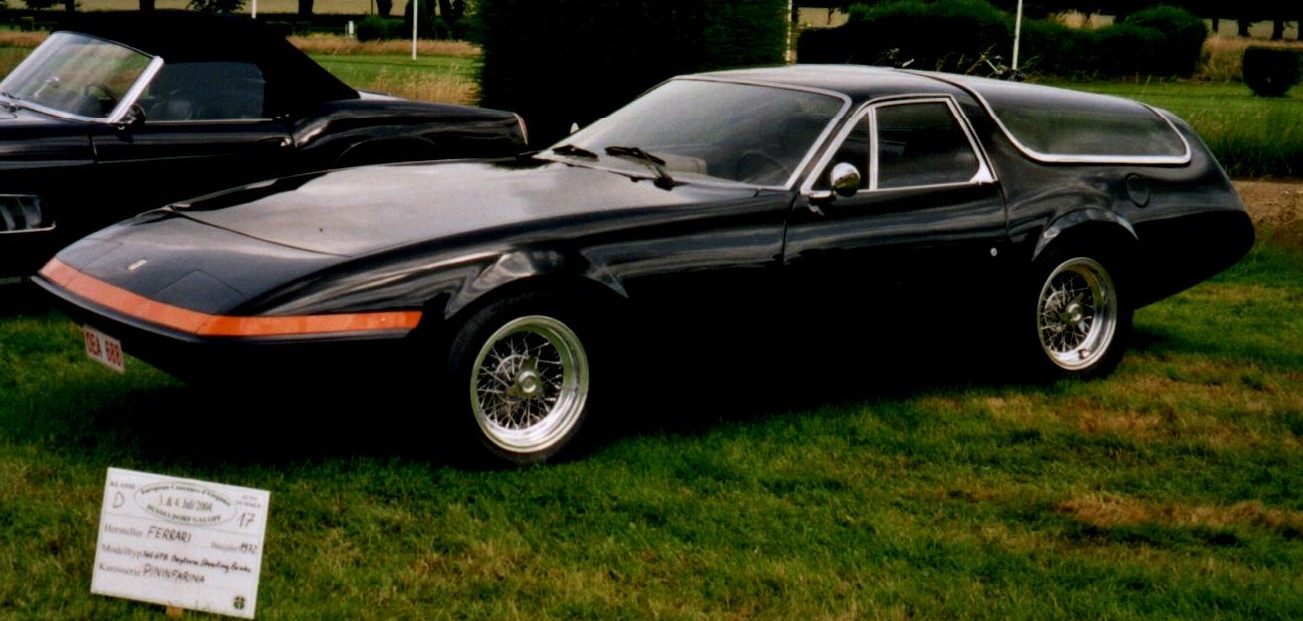
Der nach Entwürfen von Luigi Chinetti junior entstandene Ferrari 365 GTB/4 Shooting Brake

Luigi Joseph „Coco“ Chinetti junior (* 15. August 1942 in New York City) ist ein ehemaliger US-amerikanischen Autorennfahrer und Rennstallbesitzer.

## Familie
Luigi Chinetti junior ist der Sohn des Rennstallbesitzers Luigi Chinetti und dessen Ehefrau Marion (1902–1982). Sein Vater gewann dreimal das 24-Stunden-Rennen von Le Mans, war der erste Ferrari-Importeur in Nordamerika und Gründer des North American Racing Teams. Luigi Chinetti junior heiratete im Juli 1963 Mamie Spears Reynolds (1942–2014). Sie war die Tochter des US-amerikanischen Senators der Demokratischen Partei Robert Rice Reynolds und dessen fünfter Ehefrau Evalyn Washington McLean (der einzigen Tochter von Edward Beale McLean, dem Gründer der Washington Post). Mamie Spears Reynolds war die erste Frau, die sich für das Daytona 500 qualifizierte; die Ehe mit Chinetti hielt nur zwei Jahre.

## Karriere als Rennfahrer
Neben seiner Tätigkeit als Geschäftsführer von Luigi Chinetti Motors im Greenwich Village in New York City und beim North American Racing Team war Luigi Chinetti junior zu Beginn der 1970er-Jahre als Rennfahrer aktiv. Er fuhr die Wagen des Teams beim 24-Stunden-Rennen von Daytona, dem 12-Stunden-Rennen von Sebring und dem 24-Stunden-Rennen von Le Mans. Seine besten Platzierungen waren die fünften Gesamtränge bei den 24-Stunden-Rennen von Daytona 1971 und 1973 sowie dem 24-Stunden-Rennen von Le Mans 1971.
Luigi Chinetti Junior betätigte sich auch als Fahrzeugdesigner und entwarf unter anderem den Ferrari 365 GTB/4 Shooting Brake.

## Statistik

### Le-Mans-Ergebnisse
| Jahr | Team                       | Fahrzeug          | Teamkollege      | Platzierung            | Ausfallgrund         |
| ---- | -------------------------- | ----------------- | ---------------- | ---------------------- | -------------------- |
| 1971 | North American Racing Team | Ferrari 365GTB/4  | Bob Grossman     | Rang 5 und Klassensieg |                      |
| 1972 | North American Racing Team | Ferrari 365 GTB/4 | Masten Gregory   | Ausfall                | Zylinderkopfdichtung |
| 1973 | North American Racing Team | Ferrari 365 GTB/4 | François Migault | Rang 13                |                      |

### Sebring-Ergebnisse
| Jahr | Team                       | Fahrzeug           | Teamkollege    | Platzierung | Ausfallgrund    |
| ---- | -------------------------- | ------------------ | -------------- | ----------- | --------------- |
| 1970 | N.A.R.T.                   | Ferrari 312P Coupé | Tony Adamowicz | Ausfall     | Motor überhitzt |
| 1971 | North American Racing Team | Ferrari 312 P/71   | George Eaton   | Rang 8      |                 |
| 1972 | N.A.R.T.                   | Ferrari 365 GTB/4  | Bob Grossman   | Rang 8      |                 |

### Einzelergebnisse in der Sportwagen-Weltmeisterschaft
| Saison | Team                       | Rennwagen                      | 1   | 2   | 3   | 4   | 5   | 6   | 7   | 8   | 9   | 10  | 11  |
| ------ | -------------------------- | ------------------------------ | --- | --- | --- | --- | --- | --- | --- | --- | --- | --- | --- |
| 1970   | North American Racing Team | Ferrari 250LM Ferrari 312P     | DAY | SEB | BRH | MON | TAR | SPA | NÜR | LEM | WAT | ZEL |     |
| 1970   | North American Racing Team | Ferrari 250LM Ferrari 312P     | 7   | DNF |     |     |     |     |     |     |     |     |     |
| 1971   | North American Racing Team | Ferrari 312P Ferrari 365 GTB/4 | BUA | DAY | SEB | BRH | MON | SPA | TAR | NÜR | LEM | ZEL | WAT |
| 1971   | North American Racing Team | Ferrari 312P Ferrari 365 GTB/4 |     | 5   | 8   |     |     |     |     |     | 5   |     |     |
| 1972   | North American Racing Team | Ferrari 365 GTB/4              | BUA | DAY | SEB | BRH | MON | SPA | TAR | NÜR | LEM | ZEL | WAT |
| 1972   | North American Racing Team | Ferrari 365 GTB/4              |     | DNF | 8   |     |     |     |     |     | DNF |     |     |
| 1973   | North American Racing Team | Ferrari 365 GTB/4              | DAY | VAL | DIJ | MON | SPA | TAR | NÜR | LEM | ZEL | WAT |     |
| 1973   | North American Racing Team | Ferrari 365 GTB/4              | 5   |     |     |     |     |     |     | 13  |     |     |     |